# 石城景区
石城景区位于江西省上饶市婺源县北部的大鄣山乡，包括山坳里的程村和戴村两个村庄，因地势陡峭有如城堡而得名。
石城景区汇集了晨雾、炊烟、枫叶、徽派建筑的因素，每年11月，在晨雾中，红枫与粉墙黛瓦、马头墙高耸的徽式民居交相辉映，若隐若现，具有独特的美感。而成为秋季赏枫摄影胜地，吸引大批游客和摄影发烧友前来。
2020年11月11日,石城景区举办“告白之城-千人告白”活动。

## 交通
石城景区不通班车，只能包车或者自驾。

## 门票
石城景区包含在婺源通票（210元）的12个景点之内（石城、灵岩风景区、卧龙谷、清华彩虹桥、思溪延村、严田古樟、晓起、江岭、李坑、江湾、汪口、文公山），单独购票60元/人。